# Колчан

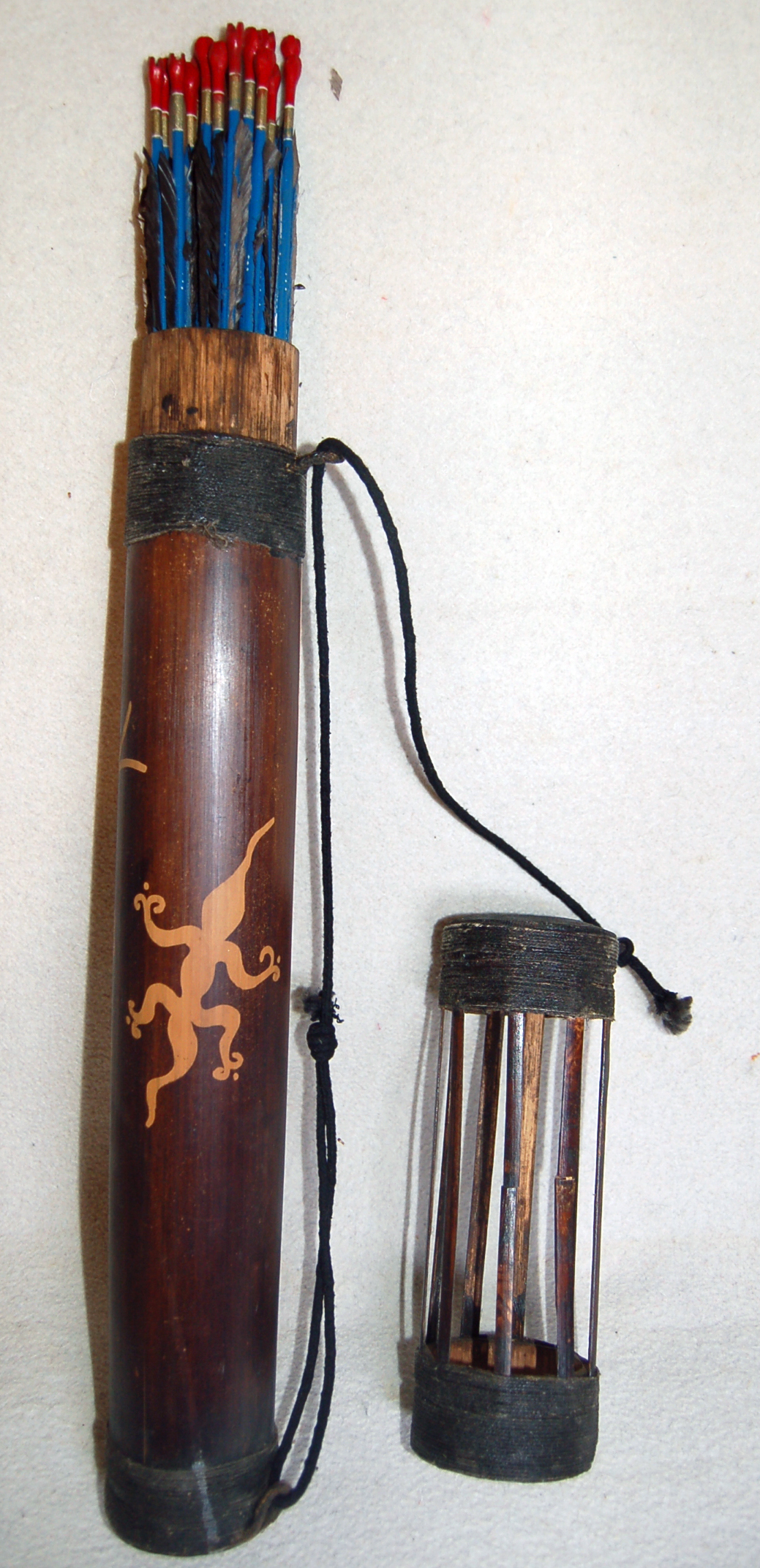
Тула.

Колча́н або ту́ла (д.-рус. тулъ)  — шкіряна або дерев'яна сумка, чохол для стріл.

## Етимологія
Слово «тула» походить від прасл. *tulъ та є однокореневим з *tuliti, «тулити»
Слово «колчан» запозичене, очевидно через російське посередництво, з тюркських мов: пор. ст.-тат. калчан, башк. калъян, що походять від незасвідченого булг. *kalčan, що позначало цей же предмет.